# Радмило Арменулић
Радмило Арменулић (Београд, 1940) је бивши српски и југословенски тенисер и тениски тренер.

## Биографија
Рођен је 1940. године у Београду, а каријеру почео у Тениском клубу Партизан. Био је првак државе у млађим категоријама и играо у Галеа купу - репрезентација до 21. године. После конфликта са селектором отишао је у Немачку, где је као играч и тренер имао завидну каријеру. Био је тренер покрајине Нидерзахсен, а највише времена (12 година) провео је у Офенбаху. Арменулић је био и савезни капитен са најдужим стажом у историји југословенског и српског тениса, а према неким информацијама и у свету - 17 година и три месеца (1979—1997). Временом је оформио државни тим који је био најуспешнији југословенски тениски састав у историји Дејвис купа, а чинили су га Слободан Живојиновић, Горан Прпић, Бруно Орешар, Горан Иванишевић. Три пута су били прваци Балкана, три пута трећи на свету за играче до 21. године у Галеа купу, три пута у полуфиналу светске групе Дејвис купа (1988, 1989, 1991), а шест година југословенски тениски тим са Арменулићем на челу био је међу осам најбољих на свету.

## Приватни живот
Његова прва супруга била је певачица Силвана Арменулић, са којом има ћерку Гордану, а већ годинама је у браку са познатом глумицом Миром Пеић.

## Награде
Носилац је Златне медаље за заслуге Републике Србије.